# Erlensee - Maiwiesen
Das Naturschutzgebiet Erlensee – Maiwiesen liegt im Wartburgkreis in Thüringen. Es erstreckt sich entlang der Werra östlich der Kernstadt Bad Salzungen und nördlich von Ettmarshausen, einer zum Ortsteil Immelborn der Gemeinde Barchfeld-Immelborn gehörenden Ortschaft. Östlich des Gebietes verläuft die B 19 und unweit südwestlich die B 62.

## Bedeutung
Das 108,9 ha große Gebiet mit der NSG-Nr. 226 wurde im Jahr 2018 unter Naturschutz gestellt.